# Japans curlingteam (gemengddubbel)
Het Japanse curlingteam vertegenwoordigt Japan in internationale curlingwedstrijden.

## Geschiedenis
Japan debuteerde in eigen land op het wereldkampioenschap curling voor gemengddubbele landenteams van 2008 in Vierumäki. Het land plaatste zich niet voor de play-offs. In 2011 werd Japan tweede in de groep. De kwartfinale werd verloren van Rusland. Ook in 2018 werd het land tweede in de groep. Japan verloor bij de laatste acht van Zuid-Korea, won vervolgens van Zweden en Hongarije en werd vijfde. Nog een vijfde plaats werd bereikt in 2019, waar het de kwartfinale verloor van Australië (6-5).
Japan nam nog nooit deel aan het curlingtoernooi voor gemengddubbelteams op de Olympische Winterspelen.

## Japan op het wereldkampioenschap
| Jaar | Plaats | Team                                  | WG | W | V | PV | PT |
| ---- | ------ | ------------------------------------- | -- | - | - | -- | -- |
| 2008 | 13     | Kenji Tomabechi & Michiko Taira       | 7  | 3 | 4 | 45 | 49 |
| 2009 | 16     | Ohno Fukihiro & Matsuda Atsuko        | 8  | 3 | 5 | 57 | 61 |
| 2010 | 11     | Naomasa Tadeka & Tomoko Takeda        | 6  | 2 | 4 | 32 | 43 |
| 2011 | 5      | Kenji Tomabechi & Michiko Tomabechi   | 8  | 5 | 3 | 66 | 47 |
| 2012 | 11     | Kenji Tomabechi & Michiko Tomabechi   | 8  | 4 | 4 | 56 | 49 |
| 2013 | 11     | Hiroaki Kashiwagi & Yumiko Sato       | 8  | 4 | 4 | 52 | 59 |
| 2014 | 18     | Yasuo Mochida & Mitsuki Satoh         | 7  | 3 | 4 | 43 | 40 |
| 2015 | 12     | Kenji Tomabechi & Michiko Tomabechi   | 10 | 6 | 4 | 71 | 53 |
| 2016 | 22     | Takuma Makanae & Eri Araki            | 6  | 3 | 3 | 32 | 35 |
| 2017 | 17     | Ayumi Ogasawara & Ayumi Ogasawara     | 7  | 3 | 4 | 48 | 50 |
| 2018 | 5      | Tsuyoshi Yamaguchi & Satsuki Fujisawa | 11 | 8 | 3 | 84 | 49 |
| 2019 | 5      | Tsuyoshi Yamaguchi & Satsuki Fujisawa | 9  | 7 | 2 | 82 | 34 |
| 2021 | 15     | Yuta Matsumura & Yurika Yoshida       | 10 | 4 | 6 | 59 | 73 |
| 2022 | 9      | Yasumasa Tanida & Chiaki Matsumura    | 9  | 6 | 3 | 65 | 51 |
| 2023 | 2      | Yasumasa Tanida & Chiaki Matsumura    | 11 | 9 | 2 | 75 | 65 |
| 2024 | 9      | Tsuyoshi Yamaguchi & Miyu Ueno        | 9  | 6 | 3 | 56 | 52 |
| 2025 | 13     | Yasumasa Tanida & Chiaki Matsumura    | 9  | 5 | 4 | 62 | 51 |

Australië · België · Brazilië · Bulgarije · Canada · China · Chinees Taipei · Denemarken · Duitsland · Engeland · Estland · Filipijnen · Finland · Frankrijk · Griekenland · Groot-Brittannië · Guyana · Hongarije · Hongkong · Ierland · India · Israël · Italië · Jamaica · Japan · Kazachstan · Kirgizië · Koeweit · Kosovo · Kroatië · Letland · Litouwen · Luxemburg · Mexico · Mongolië · Nederland · Nieuw-Zeeland · Nigeria · Noorwegen · Oekraïne · Oostenrijk · Polen · Portugal · Puerto Rico · Qatar · Roemenië · Rusland · Saoedi-Arabië · Schotland · Servië · Slovenië · Slowakije · Spanje · Thailand · Tsjechië · Turkije · Verenigde Staten · Wales · Wit-Rusland · Zuid-Korea · Zweden · Zwitserland